# Yale Atlético Clube
O Yale Atlético Clube foi um clube brasileiro de futebol, da cidade de Belo Horizonte, capital do estado de Minas Gerais.

## História
O Yale foi fundado no dia 7 de agosto de 1910, com o nome de Yale Athletic Club, pelo inglês Adolf Halley (o qual também foi um dos fundadores do São Cristovão, do Rio de Janeiro) no bairro do Barro Preto, em Belo Horizonte. Alguns autores consideram a data de fundação do clube como sendo 17 de julho de 1909. Os criadores do Yale pertenciam à colônia italiana presente em Belo Horizonte.
Em 16 de novembro de 1911 o Yale disputou a primeira partida de um clube mineiro contra um clube carioca, vindo a perder por 1 a 0 para o America Football Club, em partida que só teve um tempo disputado por conta do temporal que se abateu sobre a capital mineira.
Seu antigo campo situava-se na Avenida Paraopeba, atual Avenida Augusto de Lima, onde hoje encontra-se o Clube do Barro Preto, de propriedade do Cruzeiro Esporte Clube.
Em 1919, o jornal Estado de Minas, noticiava no mês de setembro o descontentamento do clube com a Liga Mineira por não convocar seus atletas para a Seleção do estado que enfrentaria a Seleção carioca pela Taça Delfim Moreira. Isto culminou no abandono do torneio após o primeiro turno. "O clube da camisa azul e branca comunica seu afastamento do campeonato em 27 de agosto de 1919". 
Em 1920, houve um grande tumulto no Yale, que culminou na criação de um novo clube: a Societá Sportiva Palestra Itália, atual Cruzeiro Esporte Clube. Entre os ex-jogadores do Yale que deram origem ao Palestra Itália estão: Aristóteles Lodi, Nullo Saviani, Ranieri, Aureliano Nochi, Mateus Zebu, entre outros. 
O Yale deu origem ao Cruzeiro Esporte Clube, este sendo criado por parte dos atletas e diretores do clube fundado em 1910. Até por isso, quando, em 1942, o Palestra Itália teve de adotar cores e nomes não ligados à Itália, escolheu o azul e branco do Yale. 
O historiador mineiro, Mateus Zebu, descendente de um dos fundadores do Yale, em ampla pesquisa realizada no ano de 2018, descobriu fontes que comprovaram a criação do Cruzeiro Esporte Clube após dissidência do Yale, que pode ser considerado o pai (ou "pay") da Raposa. Em sua pesquisa, foram entrevistados os senhores Marcolli e Regani, filhos de fundadores dos dois clubes. Os descendentes contaram inúmeras histórias de seus pais sobre essa época, de quando fundaram o Cruzeiro (chamado de Palestra Itália) dentro das instalações do próprio Yale. Inclusive, o filho de um desembargador mineiro, Igor Beltrão, comprou o terreno pertencente ao Yale para que fosse construído o campo do Palestra.
O Yale disputou o Campeonato Mineiro até 1924, quando desfiliou-se da Federação Mineira de Futebol e passou a disputar somente amistosos contra clubes da várzea, sendo extinto em 1930.

## Títulos
| Estaduais  | Estaduais                        | Estaduais | Estaduais  |
| Troféu     | Competição                       | Títulos   | Temporadas |
| ---------- | -------------------------------- | --------- | ---------- |
|            | Campeonato Mineiro de Aspirantes | 1         | 1915*      |
| Municipais |                                  |           |            |
| Troféu     | Competição                       | Títulos   | Temporadas |
|            | Taça Bello Horizonte             | 1         | 1914       |
|            | Taça das Rosas                   | 1         | 1919       |

*Torneio disputado por segundo quadro de aspirantes em comemoração ao dia da boa Imprensa.
Campanhas de destaque
•  Vice-campeão do Campeonato Mineiro - 1915

## Histórico em competições oficiais

### Campeonato Mineiro
| Ano  | Posição |
| ---- | ------- |
| 1915 | 2º      |
| 1916 | 3º      |
| 1917 | 3º      |
| 1918 | 3º      |
| 1919 | W.O.    |
| 1920 | 3º      |
| 1921 | 5º      |
| 1922 | 4º      |
| 1923 | 6º      |
| 1924 | 3º      |

## Livros sobre o Yale
- PENNA, Octavio - Notas Cronológicas de BH. Belo Horizonte, 1711-1930p.
- Yale Club - As Festas de Hontem. Belo Horizonte, 1911.